# Earl Snell
Earl Wilcox Snell, född 11 juli 1895 i Gilliam County, Oregon, död 28 oktober 1947 i Lake County, Oregon, var en amerikansk republikansk politiker. Han var Oregons guvernör från 1943 fram till sin död.
Snell studerade en tid i Oregon utan att utexamineras och var sedan verksam som affärsman. Han efterträdde 1935 Peter J. Stadelman som Oregons statssekreterare och efterträddes 1943 av Robert S. Farrell.
Snell vann guvernörsvalet 1942 med omval 1946 och efterträdde Charles A. Sprague 1943 i guvernörsämbetet. Guvernör Benson omkom 1947 i en flygolycka tillsammans med Oregons statssekreterare Robert S. Farrell och talmannen i Oregons senat Marshall E. Cornett. Farrell och Cornett hade varit nummer två respektive tre i successionsordningen och därmed tillträdde talmannen i Oregons representanthus, John Hubert Hall, som Snells efterträdare.